# دانيال بوبا
دانيال بوبا (بالرومانية: Daniel Popa)‏ هو لاعب كرة قدم روماني في مركز الوسط، ولد في 14 يوليو 1994 في Pietroșița ‏ في رومانيا. شارك مع منتخب رومانيا تحت 21 سنة لكرة القدم. أما مع النوادي، فقد لعب مع دينامو بوخارست ونادي بوتوشاني.

## وصلات خارجية
- دانيال بوبا على موقع اتحاد تركيا (لاعب) (الإنجليزية)
- دانيال بوبا على موقع دوري كوريا الجنوبية (الإنجليزية)
- دانيال بوبا على موقع قاعدة بيانات كرة القدم.إي يو (الإنجليزية)
- دانيال بوبا على موقع Soccerway.com (الإنجليزية)